# Chilodonellidae
Famille
Les Chilodonellidae sont une famille de Ciliés de la classe des Cyrtophoria et de l’ordre des Cyrtophorida.

## Étymologie
Le nom de la famille vient du genre type Chilodonella, composé de chilodon, par allusion au genre éponyme, et -ella, petite, littéralement « petit Chilodon » . 
Chilodon est lui-même composé de chil- (dérivé du grec ancien χεῖλος / kheîlos, « bord, ouverture, lèvre »), et -odon (du grec ancien ὀδών / odōn, dent), littéralement « lèvre dentée »,,,, probablement en référence à la forme de la partie buccale de l'organisme ressemblant à une lèvre, et dont la rangée de cils peut faire penser à des dents.

## Description

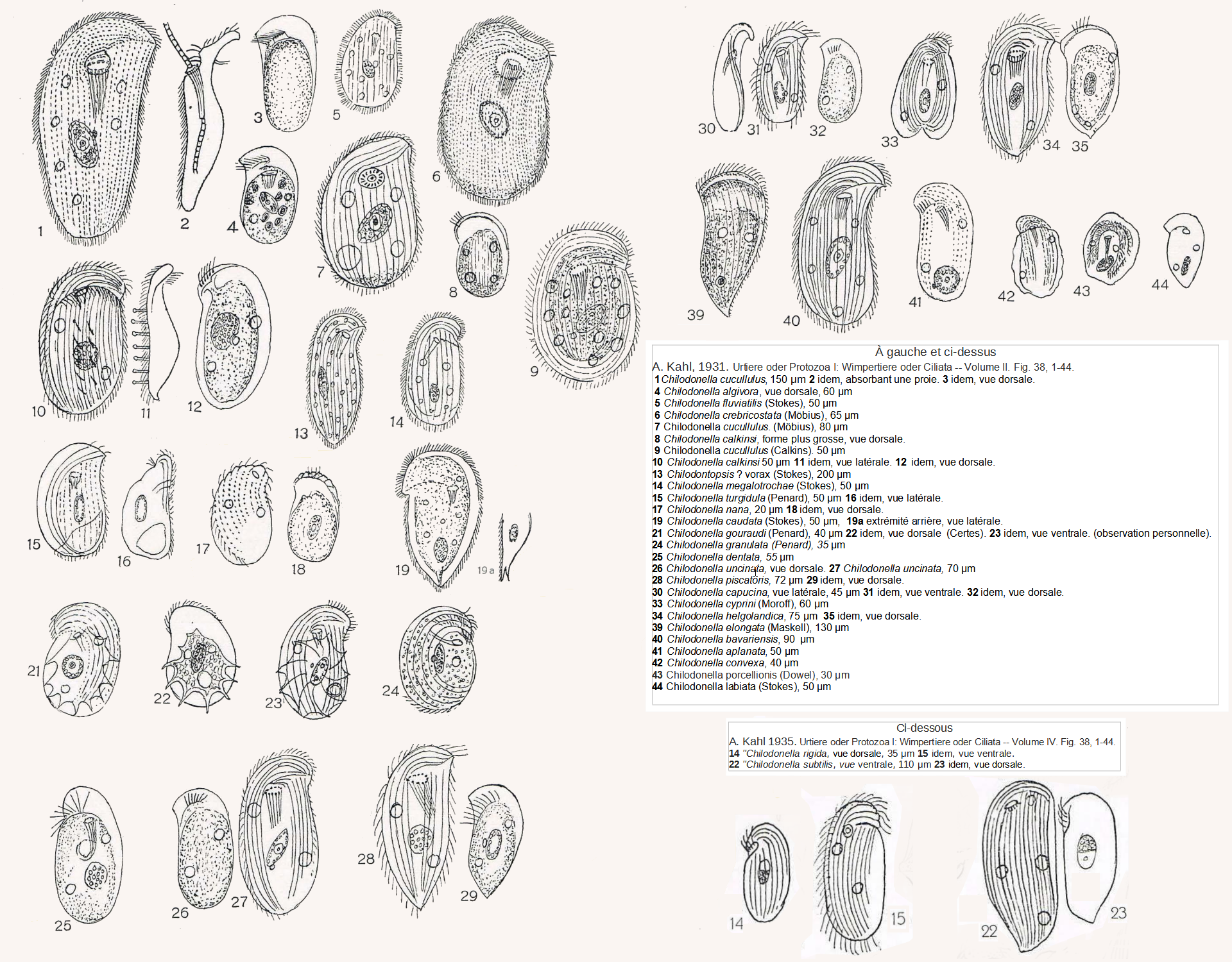
Chilodonella (45 dessins), d'après A. Kahl).

Coliss fait la description sommaire suivante de cette famille : 

« (Organismes ayant une) large zone thigmotactique ; largeur du corps < 2/3 de la longueur, avec un "bec" antérieur prononcé à gauche ; certaines Chilodonella (sont) nocives pour les branchies des poissons d'eau douce.
[Nous avons ici la renaissance des Chilodontidae de Bütschli, une famille longtemps abandonnée, dont le nom doit cependant être remplacé, car le nom original d'Ehrenberg pour le genre-type, Chilodon, en est devenu un homonyme junior.]. »

## Habitat et répartition
Les Chilodonella sont des parasites de divers poissons d'eau douce. Par exemple, l'espèce Chilodonella hexasticha (Kiernik, 1909) Kahl, 1931 vit en parasite sur le Nandus nandus (en) (Hamilton), le « poisson-feuille » du Gange ou nandus tacheté ou encore perche de boue.
Les membres de la famille des Chilodonellidae sont, selon GBIF, largement répartis sur la surface du globe.

## Liste des genres
Selon GBIF (28 novembre 2022) :
- Alinostoma Yankovskij, 1980
- Chilodon Strand, 1928
- Chilodonatella Dragesco, 1966[8]
- Chilodonella Strand, 1928 genre type[9]
  - Espèce type : Chilodonella uncinata (Ehrenberg, 1838) Strand, 1928[10]
- Odontochlamys Certes, 1891 genre douteux
- Phascolodon Stein, 1859
- Pseudochilodonopsis Foissner, 1979
- Thigmogaster Deroux, 1976
- Trithigmostoma Jankowski, 1967

## Systématique
Le nom valide de ce taxon est Chilodonellidae Deroux, 1970.